# Lijst van oorlogsmonumenten in Hof van Twente
De Nederlandse gemeente Hof van Twente heeft 22 oorlogsmonumenten. Hieronder een overzicht.
| Nr.  | Object                                    | Herdachte groep                                                              | Ontwerper                                                | Onthulling        | Type               | Locatie                           | Plaats             | Coördinaten                   | Foto                                      |
| ---- | ----------------------------------------- | ---------------------------------------------------------------------------- | -------------------------------------------------------- | ----------------- | ------------------ | --------------------------------- | ------------------ | ----------------------------- | ----------------------------------------- |
| 457  | Oorlogsmonument Hengevelde                | algemeen                                                                     | Bert Nijenhuis                                           |                   | beeld/sculptuur    | Diepenheimsestraat, 7496 PV       | Hengevelde         | 52° 12' 0" NB, 6° 38' 19" OL  | Meer afbeeldingen                         |
| 1126 | Oorlogsmonument                           | algemeen, geallieerde militairen                                             | Geert Ros, Hans Schintz, Gerard Bebseler, Odette Florijn | 24 oktober 1994   | gedenksteen        | Brinkweg, 7491 ET                 | Delden             | 52° 15' 10" NB, 6° 42' 45" OL |                                           |
| 1129 | Gemeentelijk Verzetsmonument Markelo      | algemeen, allen, geallieerde militairen, verzet Nederland                    | Norman Burkett                                           | 4 mei 1990        | beeld/sculptuur    | Burg. de Beaufortplein 1, 7475 AG | Markelo            | 52° 14' 1" NB, 6° 29' 42" OL  | Meer afbeeldingen                         |
| 1130 | Provinciaal verzetsmonument Overijssel    | verzet Nederland                                                             | Titus Leeser                                             | 2 mei 1953        | zuil               | 7475                              | Markelo            | 52° 14' 0" NB, 6° 29' 16" OL  | Meer afbeeldingen                         |
| 1131 | Monument voor Canadese Militairen         | geallieerde militairen                                                       |                                                          | 8 april 1995      | plaquette          | Goorseweg 1, 7475 BB              | Markelo            | 52° 14' 3" NB, 6° 29' 44" OL  |                                           |
| 1132 | Oorlogsmonument                           | allen, burgerslachtoffers, bezet Nederland                                   | Janny Brugman-de Vries                                   | 4 mei 1957        | beeld/sculptuur    | Diepenheimseweg 1, 7471 LW        | Goor               | 52° 13' 55" NB, 6° 34' 51" OL | Meer afbeeldingen                         |
| 2564 | De Schreeuw                               | Algemeen, allen, burgerslachtoffers, vervolgden Nederland                    | Riemko Holtrop (1914-1996)                               | 18 oktober 2003   | beeld/sculptuur    | Ressingplein 2, 7491 AA           | Delden             | 52° 15' 45" NB, 6° 42' 48" OL | Meer afbeeldingen                         |
| 2798 | Gedenkraam in OBS Stedeke                 | burgerslachtoffers, burgers voormalig Nederlands-Indië, vervolgden Nederland | Firma H.G. Bokhorst                                      | 1951              | glas-in-lood       | Kuimgaarden 15, 7478 AN           | Diepenheim         | 52° 12' 4" NB, 6° 33' 18" OL  |                                           |
| 2837 | Nederlands oorlogsgraf                    |                                                                              |                                                          |                   | gedenksteen        | Langestraat                       | Delden             | 52° 15' 37" NB, 6° 41' 37" OL |                                           |
| 2840 | Nederlands oorlogsgraf (2)                |                                                                              |                                                          |                   | plaquette          | Langestraat                       | Delden             | 52° 15' 37" NB, 6° 41' 37" OL |                                           |
| 2841 | Short Stirling-monument                   | geallieerde militairen                                                       |                                                          | 31 augustus 2006  | plaquette          | Suetersweg, 7497 MZ               | Bentelo            | 52° 13' 29" NB, 6° 41' 51" OL | Meer afbeeldingen                         |
| 3176 | Short Stirling-monument                   | geallieerde militairen                                                       |                                                          | 23 juni 2008      | overig             | Traasweg                          | Markelo            | 52° 13' 37" NB, 6° 28' 57" OL |                                           |
| 3196 | Monument op de Joodse begraafplaats       | vervolgden Nederland                                                         |                                                          | 1970              | gedenksteen        | Molenstraat 12-14, 7471 CL        | Goor               | 52° 14' 13" NB, 6° 35' 16" OL |                                           |
| 3237 | Geallieerd erehof                         | geallieerde militairen                                                       |                                                          |                   | begraafplaats/graf | Goorseweg, 7475                   | Markelo            | 52° 14' 8" NB, 6° 31' 29" OL  | Geallieerd erehof                         |
| 3328 | Monument voor Geallieerde Militairen      | geallieerde militairen                                                       | Alexander Lubbers, Teun Hemelman en Cornelis Koopman     | 12 september 2009 | zuil               | Sluisstraat 51, 7495              | Delden             | 52° 14' 46" NB, 6° 40' 38" OL | Monument voor Geallieerde Militairen      |
| 3560 | Neergestorte Vliegenier                   | geallieerde militairen                                                       |                                                          | 23 juni 2008      | beeld/sculptuur    | Traasweg 5, 7475                  | Markelo            | 52° 13' 40" NB, 6° 28' 41" OL | Meer afbeeldingen                         |
| 3561 | Onderduikershol                           |                                                                              |                                                          |                   | beeld/sculptuur    | Traasweg 1, 7475                  | Markelo            | 52° 13' 39" NB, 6° 28' 47" OL |                                           |
| 3800 | Fallen Airmen Memorial                    | geallieerde militairen                                                       |                                                          | 6 juni 2013       | beeld/sculptuur    | Goorseweg 34, 7475 BD             | Markelo            | 52° 14' 4" NB, 6° 30' 16" OL  | Meer afbeeldingen                         |
| 3923 | Vertrek                                   | tien Joodse burgerslachtoffers                                               | Rob von Piekartz                                         | 4 april 2016      | beeld/sculptuur    | Station Delden                    | Delden             | 52° 9' 36" NB, 6° 25' 48" OL  | Meer afbeeldingen                         |
| 4337 | Bomscherf, Goor                           | burgerslachtoffers                                                           |                                                          | 2005              | beeld/sculptuur    | Grotestraat                       | Goor               | 52° 13' 58" NB, 6° 35' 12" OL | Meer afbeeldingen                         |
| 4338 | Monument voor de 1e Poolse Pantserdivisie | geallieerde militairen                                                       |                                                          | 8 april 2015      | gedenksteen        | Het Schild                        | Goor               | 52° 14' 10" NB, 6° 35' 14" OL | Monument voor de 1e Poolse Pantserdivisie |
|      | Stolpersteine                             | tien Joodse burgerslachtoffers                                               | Gunter Demnig                                            | 12 juli 2013      | gedenkstenen       |                                   | Goor en Diepenheim |                               |                                           |

Almelo ·
Borne ·
Dalfsen ·
Deventer ·
Dinkelland ·
Enschede ·
Haaksbergen ·
Hardenberg ·
Hellendoorn ·
Hengelo ·
Hof van Twente ·
Kampen ·
Losser ·
Oldenzaal ·
Olst-Wijhe ·
Ommen ·
Raalte ·
Rijssen-Holten ·
Staphorst ·
Steenwijkerland ·
Tubbergen ·
Twenterand ·
Wierden ·
Zwartewaterland ·
Zwolle